# Nikoła Żekow
Nikoła Todorow Żekow, bułg. Никола Тодоров Жеков, Nikola Todorov Zhekov (ur. 6 stycznia 1865 w Sliwenie, zm. 1 listopada 1949 w Füssen) – bułgarski wojskowy (generał piechoty), głównodowodzący armią bułgarską podczas I wojny światowej, pisarz i działacz nacjonalistyczny.

## Życiorys
Ukończył szkołę wojskową. Brał udział jako ochotnik w pułku zapasowym podczas wojny bułgarsko-serbskiej w 1885 r. W 1886 r. uczestniczył w przewrocie wojskowym, który doprowadził do władzy w Bułgarii Aleksandra I Battenberga. W 1887 r. awansował do stopnia podporucznika. Służył w 2 pułku artylerii w miejscowości Szumen, a następnie we Wracy. W 1890 r. został porucznikiem, zaś w 1894 r. – kapitanem. W 1898 r. ukończył studia w akademii sztabu generalnego. Służył w sztabie generalnym armii bułgarskiej. W 1901 r. awansował na majora. W latach 1903–1910 był komendantem szkoły oficerów rezerwy, od 1909 r. w stopniu pułkownika. Następnie objął dowództwo 1 pułku piechoty w Sofii. W 1912 r. stanął na czele szkoły wojskowej.
Po wybuchu I wojny bałkańskiej w październiku 1912 r., został szefem sztabu 2 Armii. Rok później uczestniczył w II wojnie bałkańskiej, kiedy Bułgarię zaatakowała koalicja sąsiednich państw. Został szefem sztabu wojsk okupujących zachodnią Trację. W latach 1913–1914 brał udział w rozmowach prowadzonych w Stambule z władzami Imperium osmańskiego. W 1914 r. został zastępcą głównodowodzącego armii bułgarskiej, zaś w 1915 r. – dowódcą 8 dywizji piechoty. 2 sierpnia tego roku awansował do stopnia generała majora. Od 19 sierpnia do 4 października sprawował funkcję ministra wojny, po czym został mianowany przez cara Ferdynanda I głównodowodzącym armią bułgarską. Dowodził nią podczas I wojny światowej, po stronie Trójprzymierza. 6 października 1916 r. awansował na generała lejtnanta. Jesienią 1918 r. ciężko zachorował, po czym wyjechał na leczenie do Wiednia. 4 października tego roku został przeniesiony do rezerwy. Do 1921 r. przebywał w Austrii i Niemczech. 21 października tego roku powrócił do Bułgarii, gdzie został aresztowany. Skazano go na karę 10 lat więzienia za doprowadzenie do klęski podczas wojny i utratę zdobyczy terytorialnych. W 1924 r. wyszedł jednak na wolność. W tym okresie skupił się na pisaniu książek i wspomnień z czasów wojskowych. Od 1931 r. wykładał w akademii wojskowej.
W latach 30. stał się zwolennikiem skrajnie prawicowych poglądów politycznych, ale nie wstąpił do żadnej partii. 6 maja 1936 r. został awansowany do stopnia generała piechoty. Stanął na czele Kapituły Orderu Za Odwagę (bułg. За храброст). Podczas II wojny światowej reprezentował orientację proniemiecką. Spotkał się z Adolfem Hitlerem. Stanął na czele nacjonalistycznego Związku Bułgarskich Legionów Narodowych. Po opowiedzeniu się Bułgarii po stronie aliantów na początku września 1944 r., wyjechał do Niemiec. Poparł działalność marionetkowego Bułgarskiego Rządu Narodowego Aleksandra Cankowa z siedzibą w Wiedniu. 1 lutego 1945 r. przez komunistyczne władze bułgarskie został zaocznie skazany na karę śmierci. Po zakończeniu wojny zamieszkał w zachodnich Niemczech.
7 listopada 1992 r. jego szczątki przeniesiono na cmentarz wojskowy w Sofii.